# Хенинг (Минесота)
Хенинг (енгл. Henning) град је у америчкој савезној држави Минесота.

## Демографија
По попису из 2010. године број становника је 802, што је 83 (11,5%) становника више него 2000. године.
| Група             | 2000.       | 2010.       |
| Белци             | 706 (98,2%) | 777 (96,9%) |
| Афроамериканци    | 0 (0,0%)    | 2 (0,2%)    |
| Азијати           | 10 (1,4%)   | 10 (1,2%)   |
| Хиспаноамериканци | 0 (0,0%)    | 6 (0,7%)    |
| Укупно            | 719         | 802         |